# Flathead (Volk)

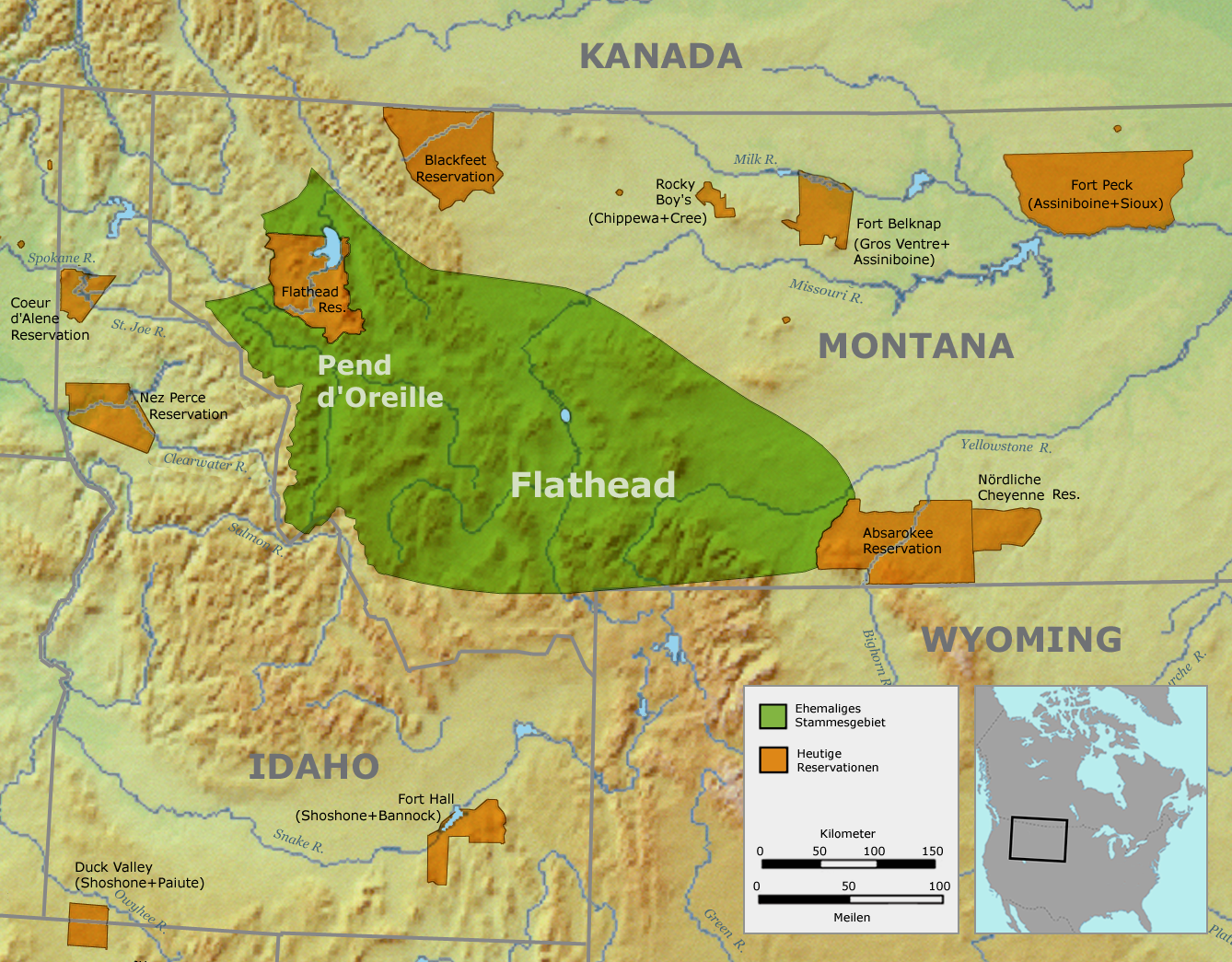
Ehemaliges Stammesgebiet der Flathead und Pend d’Oreille und heutiges Reservat in Montana

Die Bitterroot Salish oder Salish, besser bekannt als Flathead, sind ein Indianer-Stamm der Salish-Sprachgruppe, der auf dem Fraser- und dem Columbia-Plateau lebte. Er gehörte kulturell sowie sprachlich wie die benachbarten Lower Kalispel (Lower Pend d’Oreille), Upper Kalispel (Upper Pend d’Oreille), Spokane (Sqeliz) und Coeur d’Alene (Schitsu'umsh oder Skitswish) zu den Südlichen Binnen-Salish und zählte somit kulturell zum Kulturareal des Plateau.
Die „Bitterroot Salish“ bzw. „Flathead“ sind zugleich die Namensgeber dieser Sprachgruppe, denn sie nannten sich Seliš, Selish  oder Salish – „das Volk“. Zur Unterscheidung von den anderen Salish-Völkern (und um die veraltete und irreführende Stammesbezeichnung als „Flathead“ zu überwinden) werden sie vermehrt nach ihrem bevorzugten Rückzugsgebiet, dem Bitterroot Valley, als „Bitterroot Salish“ bezeichnet.
Der Stamm war außer für die Flathead Reservation auch Namensgeber für das Flathead County, den Flathead River und den Flathead Lake, der früher als Salish Lake bekannt war, sowie den Flathead National Forest.
„Flathead“ (dt.: „Plattkopf/Flachkopf-Indianer“) ist ansonsten eine Bezeichnung, die ohne genaue ethnologische Bedeutung verwendet wird. Sie bezeichnet Stämme, die die Sitte haben, den Schädel in früher Kindheit durch künstliche Mittel zu formen. Für den Stamm der Flathead ist dies ein irreführender Name, denn die Abflachung der Stirnpartie mittels Schädeldeformation war bei ihnen unbekannt.
Heute bilden sie zusammen mit Upper Kalispel (Upper Pend d’Oreille), einigen Upper Spokane und der Ksanka Band (K̓upawi¢q̓nuk) der Lower Kutenai den auf Bundesebene anerkannten Stamm (federally recognized tribe) der Confederated Salish and Kootenai Tribes of the Flathead Nation auf der Flathead Reservation (Pablo-Salish & Kootenai Reservation) im Lake County im Westen von Montana; der Stamm zählt heute (2013) ca. 6800 Stammesmitglieder, von denen ca. 4000 innerhalb der Reservation leben.

## Kultur und Geschichte

### Halbnomadische Lebensweise
Am Anfang des 19. Jahrhunderts basierte ihre Lebensgrundlage vor allem auf Jagen und Sammeln von Wildpflanzen, besonders den Camas-Zwiebeln (Camassia quamash), die sie mit Grabstöcken ausgruben. Die Flathead waren Halbnomaden, die in Vierpfahl-Tipis oder mattenbedeckten Hütten wohnten. Sie lebten in Frieden mit allen Stämmen, ausgenommen den Blackfeet. Mit ihnen waren sie möglicherweise im 18. Jahrhundert bei ihrer Wanderung ostwärts der Rocky Mountains in Konflikt geraten. Die Blackfeet, oder Blackfoot, wie sie in Kanada genannt werden, trieben sie über die Gebirgskette zurück nach West-Montana (andere führen dies auf eine Pockenepidemie zurück), wo sie ihren Wohnort im Bitterroot Valley nahmen. Gesichert ist, dass ihr Häuptling Cheleskayimi (Three Eagles) die Expedition von Meriwether Lewis und William Clark 1805 traf. Die beiden Amerikaner notierten, dass die Flathead über 450 Hütten und rund 500 Pferde verfügten.

### Übernahme des Pferdes und der Pferdezucht
Diese Pferde, die sie wohl von den Shoshone erhalten hatten, erlaubten ihnen, zur Büffeljagd die Rocky Mountains zu überqueren. Der Vater von Cheleskayimi, Big Hawk (Großer Falke), wurde bei einer dieser Jagden am oberen Missouri getötet.
Für 1780 schätzte man später die Zahl der Stammesmitglieder auf 600. Ihnen gelang es nicht nur, von den Plains-Indianern die Pferdezucht zu übernehmen und weiterzuentwickeln, sondern auch, eine Art Pufferzone zwischen den Binnen-Salish im Westen und den Reiternomaden des Ostens aufrechtzuerhalten. Dabei traten sie als Händler und Vermittler auf. Auch mit den Weißen handelten sie, vor allem mit Pelzen. Anlaufstelle war das Saleesh House, das später Flathead Post hieß. Dabei versuchten die britischen Pelzhändler, die Flathead vom Handel mit den von Osten kommenden Amerikanern abzuhalten.

### Versuche der Missionierung der Flathead
Von dort kamen auch Irokesen, allerdings in einer ungewöhnlichen Rolle. Shining Shirt, der möglicherweise einer von ihnen war, kam im 18. Jahrhundert als Missionar zu den Flathead – offenbar noch bevor die Flathead über Pferde verfügten. Mehrere Irokesen folgten, und sie verkündeten den Flathead die Ankunft von weißen Religionslehrern in schwarzen Kleidern. Sie blieben bei den Flathead, da sie nach 1815 als Agenten der Briten nicht in ihre Heimat zurückkehren wollten. Unter ihrem Führer Old Ignace La Mousse kam eine Gruppe von zwei Dutzend Irokesen 1820 zu den Flathead, und sie erlangten erheblichen Einfluss (siehe auch: „Prophetentanz“ der Plateau-Kulturen).
In den 1830er Jahren wandten sich unter Führung dieser Irokesen, schon stark an die Flathead assimiliert, mehrere Delegationen mit der Bitte um Entsendung von Missionaren nach St. Louis. Der Jesuit Pierre-Jean De Smet kam 1841 zu ihnen und gründete die Missionsstation Saint Mary’s Mission im unteren Bitterroot-Tal. Die Jesuiten versuchten aus den Flathead-Bauern zu machen.
Zugleich missionierten sie bei den Feinden, den Blackfoot. Damit enttäuschten sie jedoch die Flathead, die die Religion der Missionare als eine Art Medizin gegen ihre Feinde bei der Büffeljagd betrachteten. Die Blackfoot gingen in den 1850er Jahren zu massiven Angriffen über, auch westwärts der Rocky Mountains, durch die die Zahl der Flathead auf 300 bis 400 zurückging.

### Abtretung der Stammesgebiete und Einrichtung des Reservats
Zusammen mit den Pend d’Oreille (auch bekannt als Upper Pend d’Oreille oder Upper Kalispel), den Kalispel (auch bekannt als Lower Pend d’Oreille oder Lower Kalispel) und einigen Kutenai unterzeichneten die Flathead unter ihrem Häuptling Victor am 16. Juli 1855 den Vertrag von Hell Gate (einem Ort nahe Missoula) mit dem Gouverneur des Territoriums Washington Isaac Stevens. 2.240 Quadratmeilen Land nördlich des Bitterroot-Tals sollten den Flathead als Reservat dienen. In dieser Jocko Reservation lag die Missionsstation Saint Ignatius. Sie sollte 1.242.969 Acre umfassen (1 Acre = 4047 m² = rund 0,4 Hektar). Am 8. März 1859 wurde der Vertrag ratifiziert.
Doch die meisten Flathead weigerten sich, ihr Gebiet zu verlassen. Der spätere Präsident James Garfield erhielt am 14. November 1871 den Auftrag, mit Victors Sohn Charlot (oder Charlo) einen Vertrag auszuhandeln, in dem sie den Abzug anerkannten. Doch Charlot weigerte sich trotz Drängens und zusätzlicher Versprechungen. Zwei Unterhäuptlinge namens Arlee und Joseph Nine Pipes fügten sich jedoch, und sie zogen mit einem Teil des Stamms in das Reservat. Zu ihnen kamen unter Führung von Baptiste Penn 80 Upper Spokane in das Reservat, denen die Regierung der USA gestattete, dort zu bleiben.
Schließlich mussten auch die verbliebenen Flathead 1891 dem Druck der wachsenden Siedlerzahl nachgeben. Charlot führte den Stamm in das Flathead-Reservat, wo er als Erbhäuptling vom Gesamtstamm anerkannt wurde. Er starb 1910 als Traditionalist.

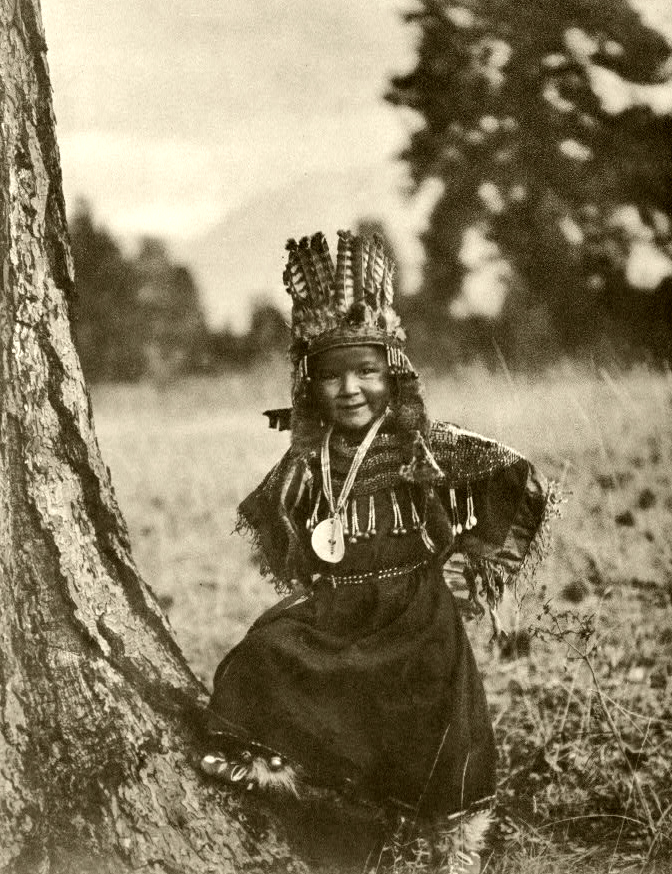
Flathead-Junge, Edward Curtis, 1911

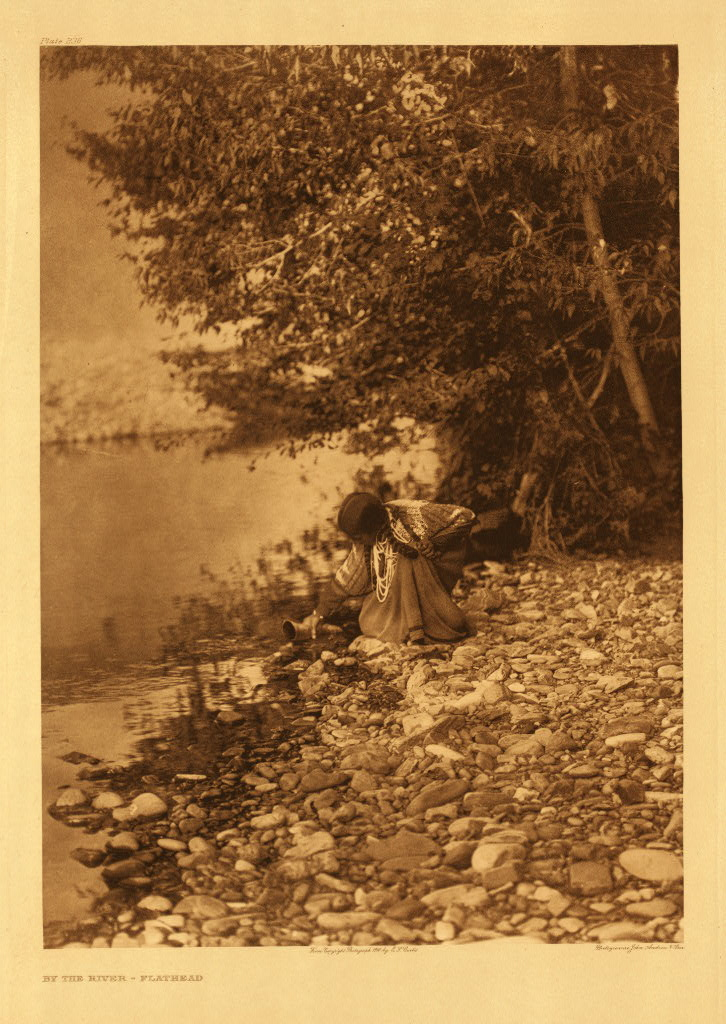
Frau an einem Fluss

## Heutige Situation im Reservat
Am 23. April 1904 begann die Privatisierung des Reservats. 2378 Indianer erhielten zwischen 80 und 160 Acre Land, je nachdem ob Ackerbau oder Viehwirtschaft betrieben werden sollten. Da die größten Pferdeherden bis zu 3000 Tiere umfassten, war dies ein weiterer massiver Einschnitt in die Lebensweise. Daher weigerten sich die meisten Indianer, an dem Programm teilzunehmen. Das nicht von ihnen beanspruchte Gebiet galt als surplus und wurde zur Besiedlung freigegeben. Dies waren 404.047,33 Acre, 60.843,04 Acre gingen an den Bundesstaat Montana – für Schulen, 18.523,85 Acre reservierte sich die Bundesregierung. Ganze 1757,09 Acre verblieben dem Stamm für Kirche, Schule, Agentur usw. 485.171,31 Acre wurden in 4834 Parzellen aufgeteilt. Bereits 1908 war das gesamte Privatisierungsprogramm abgeschlossen. Den Indianern sollte ein Bewässerungsprojekt bei der Umstellung auf Landwirtschaft helfen, doch stellte sich 1980 heraus, dass nur zwölf Prozent des bewässerten Landes in Indianerhand waren.
1910 wurde das nicht-indianische Land für homesteaders geöffnet, d. h. gegen Bezahlung wurde das Land verteilt. In Kalispell und Missoula ließen sich 81.000 Interessenten eintragen, am 2. Mai 1910 wurden 3000 Lotterielose vergeben. Nur 403 von ihnen zahlten allerdings und nahmen das entsprechende Grundstück in Besitz. Auch von den 3000 Losbesitzern, die am 1. September ermittelt wurden, nahm nur ein Bruchteil das Land in Besitz, offenbar in Erwartung einer völligen Freigabe. Tatsächlich gab die Regierung ab Oktober jedem Land, der es nach einem Stichtag erreichte und damit beanspruchte („shoot-the-gun-and-gallop-to-your-chosen-site“). Die Indianer wurden bald zur Minderheit.
Mit dem politischen Richtungswechsel und dem Indian Reorganization Act von 1934 änderte sich das Leben im Reservat. Alle zwei Jahre wurde nun ein Stammesrat gewählt, ein Council. Am 5. August 1966 gelang es den konföderierten Stämmen, für die 1855 abgetretenen 12.005.000 Acre eine Ausgleichszahlung von 4.431.622,18 Dollar zu erstreiten. Da die Indianer durch Dammbauten um Nutzungsrechte der Flüsse, durch Korruption um ihre Subsidien und durch Misswirtschaft der verwaltenden Organe um Teile ihres Vermögens gebracht worden waren, musste die Regierung mehreren Gerichtsbeschlüssen entsprechend hier ebenfalls für Ausgleich sorgen.
Am 30. September 1977 waren nur noch 618.758,51 Acre offiziell indianisch, wovon allerdings nur 567.319,54 auch Indianern gehörten.
2006 bekamen die konföderierten Stämme der Salish und Kutenai das in historischen Verträgen verbriefte Recht zugesprochen, nördlich des Yellowstone-Nationalparks in Teilen der Absaroka-Beartooth Wilderness aus kulturellen Gründen Bisons zu jagen.
Das Flathead-Reservat (Pablo-Salish & Kootenai Reservation) im Lake County (Montana) ist heute der Wohnsitz der konföderierten Salish-, Kutenai- und Pend-d’Oreille-Stämme (Confederated Salish & Kootenai Tribes of the Flathead Reservation). Rund die Hälfte der in die Stammesrolle eingetragenen Indianer lebt im Reservat. 1980 zählte man 5937 Mitglieder, 1989 6669.

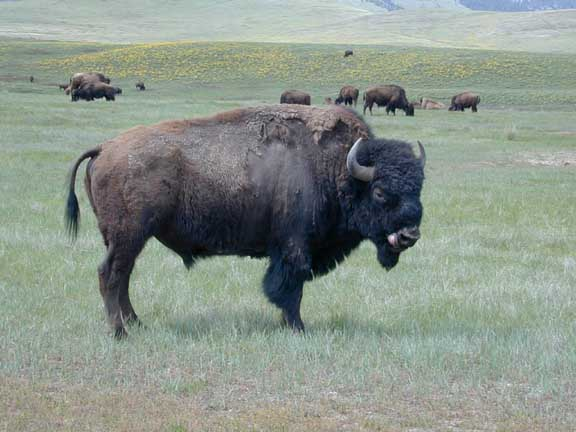
Büffel in der National Bison Range

Von den 7005 eingetragenen Stammesmitgliedern leben etwa 4500 in oder nahe dem Reservat. Viele arbeiten in der Holzindustrie, eine nicht-indianische Sägemühle beschäftigt zahlreiche Männer. Einnahmen stammen auch aus Abgaben für den Kerr-Damm am Flathead River, der auf Reservatsgebiet liegt. Am Flathead Lake befindet sich in der Blue Bay ein Resort, aber auch in Hot Springs befindet sich ein touristisches Erholungsgebiet. Touristen kommen zur National Bison Range in Moiese und zur Saint Ignatius Mission, die seit 1854 besteht.
Der Confederated Salish and Kootenai Tribal Council, also der Rat der Stämme, die im Reservat leben, beschloss 2010, nicht an der 100-Jahr-Feier der Öffnung des Reservats für das Heimstättenprogramm teilzunehmen. Gegen diese Öffnung hatte sich Chief Charlo zwei Jahrzehnte lang gewehrt. Damit müssen die seit 2008 vorbereiteten Pläne, die zusammen mit dem Polson Flathead Historical Museum entwickelt wurden, geändert werden.

## Wiederbelebung der Sprache und Identität
Ihre Sprache, das Séliš (Salish), ist ein Dialekt des Montana Salish (npoqínišcn-qlispé-séliš, auch: Kalispel-Pend d’Oreille, Kalispel-Spokane-Flathead oder Spokane-Kalispel-Bitterroot Salish-Upper Pend d’Oreille) und zählt zu den südlichen Binnen-Salish-Sprachen; weitere Dialekte sind das Npoqínišcn der Spokane (Sqeliz) sowie das Kalispel (Qlispé/Qalispé) der Upper Kalispel (Upper Pend d’Oreille), Lower Kalispel (Lower Pend d’Oreille) und der Chewelah.
Seit 1976 bemühen sich zwei Kulturkomitees, eines für die Kutenai, die nicht zu den Salish gehören, eines für die übrigen Stämme, Sprachprogramme zu betreiben. Der Gebrauch der Salish-Sprachen hat wieder zugenommen, doch ob sich die Sprachen retten lassen, ist unklar. Da es zu zahlreichen Verbindungen mit Weißen kam, ist die Stammesidentität vielfach an das Reservat selbst übergegangen, mehr als an eine der ursprünglichen Nationen.